# Systeminfo
systeminfo.exe是微软自Windows XP开始提供的命令行实用工具。它的功能是生成Windows硬件与软件操作环境参数的摘要输出。